# 串間市立市木小学校
串間市立市木小学校（くしましりつ いちきしょうがっこう）は、宮崎県串間市大字市木にある公立の小学校。

## 概要
歴史
1871年（明治4年）に「門前小学校」として創立。現校名となったのは1954年（昭和29年）。2021年（令和3年）に創立150周年を迎えた。
校章
校名の「市」と「木」の文字を図案化して縦に組み合わせたデザインとなっている。
校歌
1972年（昭和47年）制定。作詞は岩下銕太郎、作曲は高橋政秋による。歌詞は3番まであり、各番の歌詞中に校名の「市木小学校」が登場する。
通学区域
串間市のうち、「大字市木」。中学校区は串間市立串間中学校。

## 沿革
- 1871年（明治4年） - 「門前小学校」として開校。南那珂郡市木村門前の竜源寺を校舎とする。
- 1883年（明治16年）- 古都（市木村7375番地）に校舎を新築の上、移転を完了。
- 1887年（明治20年）- 小学校令施行により、簡易科（3年制）を設置の上、「簡易市木小学校」に改称。
- 1890年（明治23年）- 尋常科（4年制）を設置の上、「尋常市木小学校」に改称。
- 1892年（明治25年） - 「市木尋常小学校」に改称。
- 1894年（明治27年）- 郡司部尋常小学校を統合の上、校地を拡張。
- 1901年（明治34年）- 校舎1棟を増築の上、校地を拡張。
- 1903年（明治36年） - 高等科を併置の上、「市木尋常高等小学校」に改称。
- 1908年（明治41年）4月 - 改正小学校令により、尋常科（義務教育年限）が4年制から6年制に改められる。これにより、従来の尋常科4年・高等科4年を「尋常科6年・高等科2年」に改める。
- 1926年（大正15年）- 校舎1棟を中福良に移転。
- 1929年（昭和4年） - 現在地に旧校舎を改築。
- 1933年（昭和8年）- 運動場を拡張。
- 1934年（昭和9年）11月25日 - 築島分校（つきしま）を設置。
- 1935年（昭和10年）- 青年学校令施行により、「市木青年学校」が併置される。
- 1938年（昭和13年）- 教室を増築。
- 1941年（昭和16年）4月1日 - 国民学校令施行により、「市木村市木国民学校」に改称。尋常科を初等科に改める。
- 1947年（昭和22年）- 学制改革が行われる（六・三制の実施）。
  - 4月1日 - 国民学校初等科は、新制小学校「市木村立市木小学校」に改組・改称。
  - 4月30日 - 国民学校高等科は、青年学校普通科とともに、新制中学校「市木村立市木中学校」に改組・改称。開校は5月8日。当面、小学校校舎の一部を貸与する形で併設される。
- 1954年（昭和29年）11月3日 - 1町（福島）4村（市木・大束・本城・都井）の合併により、串間市が発足。これにより、「串間市立市木小学校」（現校名）に改称。
- 1956年（昭和31年）- 4教室を改築。
- 1958年（昭和33年）- 北校舎を改築。
- 1959年（昭和34年）- 東校舎を改築。
- 1965年（昭和40年） - 給食室を新築。
- 1968年（昭和43年）- 鉄骨2階建て校舎（6教室）を新築。
- 1970年（昭和45年）- 仲良し像を建立。
- 1972年（昭和47年）- 体育館が完成。校歌と校旗を制定。
- 1975年（昭和50年）- 岩石園が完成。
- 1976年（昭和51年）- プールが完成。
- 1979年（昭和54年）- 管理棟、特別教室が完成。旧校舎（北校舎）を解体。
- 1980年（昭和55年）- 築山を造園。
- 1981年（昭和56年）- 小鳥の森を造園。
- 1995年（平成7年）- 学校給食センター調理（共同調理）・配送方式に変更となる。プールを改修。
- 1997年（平成9年）- 創立100周年記念事業を実施。
- 2009年（平成21年）
  - 2月27日 - 築島分校の休校式を挙行。
  - 4月1日 - 築島分校を休校とする。
- 2010年（平成22年）- 耐震工事が完了。
- 2016年（平成28年） 3月31日 - 築島分校を廃止[2]。
- 2017年（平成29年）4月1日 - 串間市立市木中学校の閉校により、中学校区が串間市立串間中学校に変更となる。

旧・築島分校（つきしま）
- 1934年（昭和9年）11月25日 - 「市木尋常高等小学校 築島分校」が設置される。
- 1941年（昭和16年）4月1日 - 「市木村市木国民学校 築島分校」に改称。
- 1947年（昭和22年）4月1日 - 「市木村立市木小学校 築島分校」に改称。
- 1954年（昭和29年）11月3日 - 「串間市立市木小学校 築島分校」に改称。
- 1978年（昭和53年）8月2日 - 分校歌を制定。
- 2009年（平成21年）
  - 2月27日 - 休校式を挙行。
  - 4月1日 - 休校となる。
- 2016年（平成28年）3月31日 - 閉校。
  - 最終所在地 - 宮崎県串間市大字市木9017番地
  - 分校旗 - 朝日を図案化したものを背景にして、中央に分校名の「築島」の文字（縦書き）を配している。
  - 分校歌 - 作詞は岩切光義、作曲はによる。安武明男による。歌詞は3番まであり、各番の歌詞中に「築島分校」が登場する。なお、旧校歌「築島の歌」もある。

## 交通アクセス
最寄りのバス停留所
- よかバス 市木線「市木小前」バス停下車、徒歩

最寄りの幹線道路
- 宮崎県道439号市木南郷線

## 周辺
- 串間警察署市木警察官駐在所
- 市木公民館
- 市木保育所
- 市木郵便局
- 串間市役所市木支所
- JAみやざき市木支店
- 串間市社会福祉協議会 市木デイサービスセンター
- 旧・串間市立市木中学校（2017年（平成29年）3月末閉校）